# Les Gamins (bande dessinée)
Pour les articles homonymes, voir Les Gamins.
Les Gamins est une série de bande dessinée pour la jeunesse.
- Scénario : Éric Omond
- Dessins et couleurs : Alexis Nesme

## Albums
- Tome 1 : Dans l'espace (2000)
- Tome 2 : Prisonniers du passé (2001)
- Tome 3 : Perdus dans l'océan (2002)

## Publication

### Éditeurs
- Delcourt (Collection Jeunesse) : Tomes 1 à 3 (première édition des tomes 1 à 3).